# Bamba Lo
 (septembre 2023).
 (octobre 2023).
Si vous disposez d'ouvrages ou d'articles de référence ou si vous connaissez des sites web de qualité traitant du thème abordé ici, merci de compléter l'article en donnant les références utiles à sa vérifiabilité et en les liant à la section « Notes et références ».

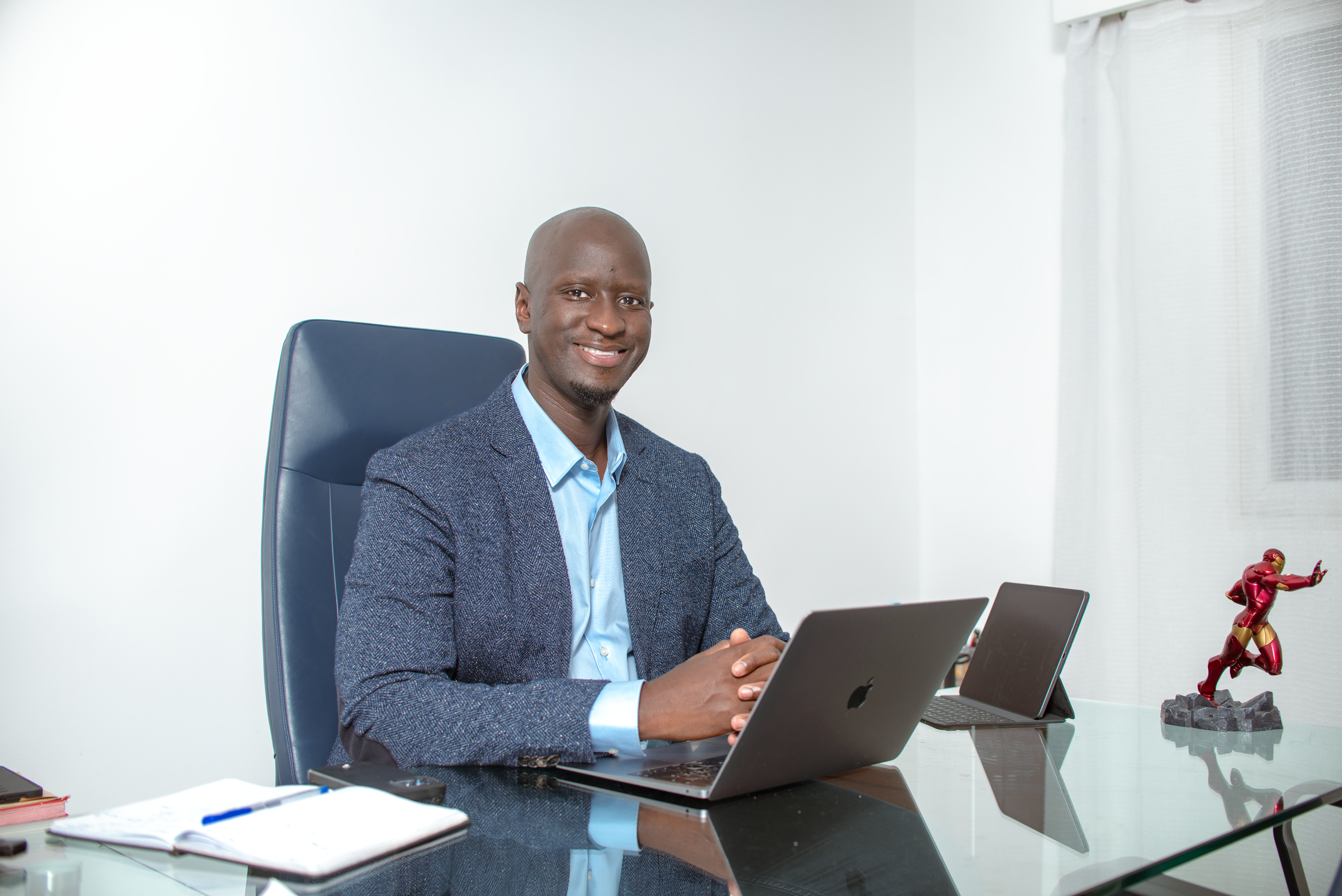
Bamba Lô

Bamba Lo est un entrepreneur d'origine sénégalaise, actif dans la livraison à domicile en Afrique.

## Biographie

### Enfance, éducation et débuts

#### Parcours académique
Après avoir obtenu son baccalauréat et poursuivi deux années à l'IDRAC Business School
en France, Bamba est venu à Dakar en 2006 pour entamer un MBA à SUPDECO. Après
avoir obtenu son MBA, il s'est rendu au Canada où il a obtenu un certificat en intelligence
économique à l'Université de Sherbrooke, puis un autre en administration des affaires à
l'Université McGill.

#### Expérience professionnelle
Il rentre en France où il devient responsable des ventes pour, une agence de
voyage spécialisée dans les pèlerinages à la Mecque. Il a ensuite évolué en tant que
responsable grands comptes chez Momindum, qui proposait des solutions
cloud pour la création et la diffusion de vidéos professionnelles. Après cela, il a rejoint
l'ONTPE (Organisation Nationale des Micro et Petites Entreprises) en tant que directeur
commercial.

#### Serial startupper
Après cette dernière expérience, il lance en 2013 sa première startup : EBC en France, puis
en Tunisie et au Sénégal. Il s'agissait d'une sorte de hub qui accompagnait les entreprises
dans l'externalisation commerciale. L'objectif était d'aider les entreprises qui n'ont pas les
ressources pour recruter des commerciaux pour commercialiser leurs produits et services. Cependant, quelques mois plus tard, le modèle a changé et la structure est devenue un centre d'appel spécialisé dans la qualification et la génération de leads. Après cette aventure, il devient le Chief Commercial Officer de Social Wall avant de
s'installer au Sénégal en 2016 pour fonder Allo Papy qui deviendra Paps.
Paps est une startup présente au Sénégal et en Côte d'Ivoire employant plus de près de 400
personnes, qui entend disrupter le secteur de la logistique en Afrique. Avec près de six
millions d'expéditions réalisées de 2021 à 2022, Paps répond aux problématiques
logistiques rencontrées par le secteur B2B (banques, ONG, E-commerces, distributeurs &
entreprises). Paps axe fortement ses solutions sur l'innovation et la technologie à travers
une API à installer sur le site des commerçants pour automatiser les livraisons et MyPaps,
une plateforme qui fournit à leurs clients une meilleure gestion des stocks et une visibilité sur
toutes leurs expéditions.
En parallèle, Bamba est membre du conseil de direction de Kamtar, une plateforme qui
permet de réserver un camion en quelques secondes en Côte d'Ivoire et au Sénégal.

### Carrière
Bamba Lo fonde la PAPS, une application en ligne de livraison à domicile, en France avant de retourner s'installer à Dakar[réf. nécessaire]. Il est surnommé le PAPS de la livraison à domicile,.
En 2023, il lève 2,6 milliards de francs CFA pour développer sa startup au Sénégal et en Côte d'Ivoire.

## Distinctions
- 1re start-up sénégalaise à participer au programme E Founder Fellowship du groupe Alibaba[5].
- 2016 : Lauréat de l'Orange Innovation challenge.
- 2017 : Gagnant du prix Hub Africa[6].
- 2019 : Membre du programme d'accélération Google Launchpad Africa.
- 2021 : Récipiendaire du fonds Google Black Founders.
- 2021 : Obtention de la certification Best Place to Work – Sénégal[7].